# 터닝 포인트 (1977년 영화)
《터닝 포인트》(영어: The Turning Point)는 미국에서 제작된 허버트 로스 감독의 1977년 드라마 영화이다. 셜리 매클레인, 앤 밴크로프트 등이 출연하였고, 아서 로런츠 등이 제작에 참여하였다. 1978년 제50회 아카데미상에서 11개 부문에 후보로 올랐으나 수상에는 이르지 못하였다. 이 영화는 오늘날까지도 《컬러 퍼플》(1985)과 함께 아카데미 시상식에서 상을 단 하나도 받지 못한 영화들 중 가장 많은 후보 지명을 받은 영화로 남아있다.

## 줄거리
동료 무용수와의 관계로 임신을 한 디디는 저명한 뉴욕 발레단을 떠나 가정을 꾸리고 오클라호마시티에서 무용 교습소를 운영한다. 세월이 흘러 주역 무용수가 된 옛 동료 에마는 순회 공연으로 디디와 재회하고, 무용수 지망생인 디디의 딸 어밀리아에게 발레단 수업을 들을 기회를 준다. 디디는 어밀리아를 위해 기뻐하지만, 곧 포기했던 꿈에 대한 후회와 에마를 향한 질투심이 밀려온다. 한편 무용수로 일할 수 있는 시간이 얼마 남지 않은 에마 역시 고뇌한다.

## 출연진
- 셜리 매클레인
- 앤 밴크로프트
- 톰 스케릿
- 레슬리 브라운
- 미하일 바리시니코프
- 마사 스콧
- 마셜 톰프슨
- 앤서니 저비

## 기타 제작진
- 배역: 데이비드 그레이엄
- 미술: 앨버트 브레너
- 의상: 앨버트 울스키